# MP 3008
De MP 3008 (Maschinenpistole 3008) was een pistoolmitrailleur tijdens de laatste maanden van nazi-Duitsland. Het was simpel, goedkoop en slecht afgewerkt en vooral gebruikt door de Volkssturm.

## Geschiedenis
Tijdens de laatste maanden van de Tweede Wereldoorlog probeerde Adolf Hitler allerlei dingen om de oprukkende Geallieerden te stoppen op alle fronten. Een van deze dingen was de oprichting van de Volkssturm, waarin alle Duitse mannen tussen de 16 en de 60 jaar moesten dienen die niet al bij de Duitse strijdkrachten dienden. Haastig opgeleid en meestal gewapend met tweedehands of verouderde wapens was de Volkssturm de laatste verdedigingsmacht van Duitsland. Vanwege een tekort aan wapens begon de Duitse industrie een aantal goedkope, simpele, maar toch redelijk effectieve wapens te produceren, uitsluitend voor de Volkssturm. De meeste van deze wapens waren erg eenvoudig in ontwerp, gemaakt van goedkope materialen met erg weinig aandacht voor duurzaamheid en afwerking.
De MP 3008 was een van deze wapens. Het stond beter bekend als de Volksmaschinenpistole ("pistoolmitrailleur van het volk"); dit wapen werd zo genoemd omdat het werd vervaardigd voor eenheden van de Volkssturm en later ook de Hitlerjugend. Het was bedoeld als een radicaal goedkoper alternatief voor de standaard Duitse pistoolmitrailleur, de MP40. De MP 3008 was een bijna exacte kopie van de Sten Mk. II. Met name het aantal benodigde grondstoffen voor de MP 3008 was laag, maar de gevolgen daarvan waren dat het slecht was afgewerkt, en niet erg duurzaam was. Toch was het geen simpele zaak om dit wapen te produceren: bij de vervaardiging van de onderdelen waren er 30 fabrieken betrokken, bij de assemblage 14. Er waren vele variaties, maar deze waren intern allemaal hetzelfde. Tot het einde van de Tweede Wereldoorlog werden er zo'n 10.000 van geproduceerd. Een andere versie van de MP 3008 was de Gerät Potsdam, dit was een exacte kopie van de Sten Mk. II, waarvan in 1944 ongeveer 28.000 stuks door Mauser werden vervaardigd.
Tegenwoordig wordt er nog een semiautomatische versie geproduceerd onder de naam BD 3008; deze is beschikbaar bij HZA Kulmbach GmbH in Duitsland.

## Ontwerp
De MP 3008 was een bijna exacte kopie van de Sten Mk. II. De MP 3008 had echter een verticaal magazijn, in tegenstelling tot de Sten, waarbij het magazijn aan de zijkant bevestigd was. Wegens gebrek aan bepaalde grondstoffen varieerde de kolf nogal eens, van verschillende ijzeren kolven tot eenvoudige houten kolven. Het was een simpel wapen met een terugslagsysteem en het vuurde met een open afsluiter. Het had een simpel, op 100 m vast ingesteld vizier. Het magazijn was voor 32 patronen en was uitwisselbaar met het 32-patroons magazijn van de MP40. Naast vol-automatisch kon de MP 3008 ook semiautomatisch vuren dankzij de vuurselector van de Sten.